# Tempo profundo
Tempo profundo é um conceito equivalente ao da escala de tempo geológico. O termo científico moderno foi usado pela primeira vez no século XVIII pelo geólogo escocês James Hutton (1726–1797). Este termo tem sido usado como referência para estabelecer a idade da Terra em 4,54 bilhões de anos. A compreensão de Hutton do termo "tempo profundo" foi, em suas palavras, crucial, filosófica e cientificamente falando. Posteriormente, o termo foi usado por Charles Lyell em seu Princípios de Geologia (1830-1833). Segundo algumas fontes, este livro serviu de inspiração para o naturalista e teorista evolucionista Charles Darwin em termos de suas teorias da evolução.